# Себастиан Рули
Себастиа̀н Оскар Рули (на испански: Sebastián Oscar Rulli) е мексикано-аржентински актьор и модел. Има 3 братя. Той е 2 от всички. Първоначално, Себастиа̀н е бил модел в много държави в Европа (Испания, Италия, Франция и др.), а после е станал актьор се снима в теленовели за компания „Телевиса“. Първата си изява, Себастиа̀н прави в теленовелата „Първа любов“ (Primer Amor... a mil por hola), където му партнират Анаи и Маурисио Ислас. Следват ролите на Игнасио в „Montaña Rusa, Otra Vuelta“ (1996), Джони в „Locas por ellos“ (1997) и др. Става известен с ролята си на адвокат Рохелио Дѝас Меркадо в детската теленовела „Веселяци и сърдитковци“ (Alegrijes y rebujos), където му партнират Жаклин Бракамонтес и Луис Роберто Гусман, който се излъчва вмомента и в нашата страна. Героят му е злодей. Себастиан Рули приема ролите на „Себастиа̀н“ Карденас Контрерас в „Срещу вълните на живота“ (Contra viento y marea), излъчен през 2005 – 2006 в България и на Ѐктор Ферер Гарса в „Руби“, заедно с Барбара Мори и отново с Жаклин Бракамонтес. Сериалът също е излъчен и в България. Последната роля на Рули е на Хуан Кристо̀бал в теленовелата „Свят на хищници“, която вмомента върви по телевизия ТВ7 от 11:10 ч.

## Филмография
- Странното завръщане на Диана Саласар (2024 – 2025) – Марио Виляреал / Едуардо де Карвахал
- Отвъд теб (2023) – Давид
- Богатите също плачат (2022) – Луис Алберто Салватиера Суарес
- Да преодолееш миналото (2021) – Мауро Алварес
- Дракона: Завръщането на воина (2019) – Мигел Гарса Мартинес „Дракона“
- Готин баща (2017) – Маурисио Лопес Гарса
- Трите лица на Ана (2016) – Сантяго Гарсия / Марсело Салватиера
- Това, което животът ми открадна (2013 – 2014) – Алехандро Алмонте Домингес
- Истинската любов (2012 – 2013) – Франсиско Гусман Трехо
- Тереса (2010/11) – Артуро де ла Барера
- Когато се влюбиш (2010) .... Роберто Гамба
- Удар в сърцето (2008 – 2009) .... Маурисио Серменьо
- Изпепеляваща страст (2007/2008) .... Сантяго Маркес
- Грозната Бети (2006) .... Отец Педро
- Свят на хищници (2006) .... Хуан Кристо̀бал
- Срещу вълните на живота (2005) .... Себастиа̀н Карденас Контрерас
- Tres (2005) .... Вирхилио
- Руби (2004) .... Ѐктор Ферер Гарса
- Веселяци и сърдитковци (2003) .... Рохелио Дѝас Меркадо
- Клас 406 (2002) .... Хуан Естебан Сан Педро
- Sin pecado concebido (2001) .... Марко Винисио Марторел Ѐрнандес
- Първа любов (2000) .... Маурисио
- Verano del '98 (1998) .... Уили
- Naranja y media (1997) .... Себастиа̀н
- Locas por ellos (1997) .... Джони
- Montaña rusa, otra vuelta (1995) .... Игнасио